# Pedro de Ribadeneira
Pedro de Ribadeneyra (Toledo, 1º novembre 1527 – Madrid, 22 settembre 1611) è stato un gesuita spagnolo, nonché valente politico e storico.

## Biografia
Pedro Ortiz de Cisneros nacque il 1º novembre 1527. Giovane irrequieto, all'età di tredici anni entrò al servizio del Card. Alessandro Farnese, quale paggio e quindi entrò nella Compagnia di Gesù il 18 settembre 1540, pochi giorni prima che l'Ordine venisse riconosciuto ufficialmente. Il nome Ribadeneyra lo adottò in seguito facendolo derivare dal nome del paese di sua nonna, Riba de Neyra, appunto. Di spirito audace e di grande entusiasmo accolse nel suo cuore la struttura della Compagnia di Gesù. Segretario di Sant'Ignazio, che ne temperò gli eccessi del carattere, fu inviato il 28 aprile 1542 a completare gli studi a Parigi, Lione e Padova. A partire dal 1549 fu insegnante di Retorica all'Università di Palermo, divenendo dal 1552 primo direttore del Collegium Germanicum di Roma, dove Ribadeneira nel 1553 fu ordinato sacerdote celebrando la sua prima Santa Messa la notte di Natale.
Nel 1556 lo troviamo nelle Fiandre con il delicato compito di ottenere da Filippo II il riconoscimento ufficiale della Compagnia in quei domini spagnoli, ottenendolo il 3 agosto, pochi giorni dopo la morte di Sant'Ignazio, fondatore della Compagnia e suo grande maestro. Nelle Fiandre predicò in latino e fu apprezzato come finissimo letterato aprendosi a lui le porte della corte del Duca di Feria, segretario di Filippo II. Trascorse alcuni mesi in Inghilterra ove assistette alla morte di Maria Tudor, moglie di Filippo II. Il nuovo generale dell'ordine lo tenne in grande considerazione e gli affidò la "provincia" Toscana dell'Ordine, quindi quella della Sicilia. Morto il secondo successore di Sant'Ignazio, San Francesco Borgia, venne eletto il fiammingo Everardo Mercuriano, che allontanò tutti i gesuiti spagnoli dall'Italia a seguito della politica antispagnola di papa Gregorio XIII.
Pedro rientrò in Spagna dove si dedicò agli studi portando uno straordinario contributo alla letteratura spagnola, nonché alla diffusione di una importante apologetica cattolica. Visse quindi prima a Toledo e poi, definitivamente, a Madrid, senza più incarichi.
Morì a Madrid il 22 settembre 1611.

## Opere
Tra le sue principali opere, molte delle quali ancora inedite, ricordiamo:
- Le biografie di Sant'Ignazio
Una prima versione in latino uscì a Napoli nel 1572 con il titolo Vitae Ignatii Loyolae Societatis Jesus fundatoris, nel 1583 apparve a Madrid La vida del padre San Ignacio de Loyola fundador de la Compania de Jesus, scritta in un castigliano splendido, tradotta anche in italiano.
- Le biografie di Diego Laynez e di San Francisco Borja (con S. Ignazio i primi tre padri generali della Compagnia)
- La Historia eclesiastica del cisma de Inglaterra
Opera popolare e assai usata nella polemica antiereticale di quegli anni, una dura e rigorosa accusa delle persecuzioni scatenate da Elisabetta d'Inghilterra contro i cattolici.
- Tratado de la tribulacion (1589)
L'opera di più grande livello ascetico, nella quale esamina i malanni e le disgrazie che possono capitare individualmente, poi quelle accadute alla Cristianità, e conclude che è necessario che tutto ciò sono prove e punizioni della Divina Provvidenza. L'unica soluzione è l'ascesi.
- Flos Sanctorum o Libro de las vidas de los Santos (1599)
Un vasto florilegio agiografico.
- Tratado de la Religion y Virtudes que debe tener el Principe Cristiano para gobernar y conservar sus estados contra lo que Nicolas Maquiavelo y los politicos de este tiempo ensenan
Conosciuto come Il Principe cristiano, pubblicato a Madrid il 24 marzo 1595 e quindi ad Anversa nel 1597 e nel 1601, di nuovo a Madrid nel 1605, tradotto in latino e di nuovo ad Anversa nel 1603. In italiano, l'edizione di Cantagalli apparsa nel 1978, traduzione dell'edizione del 1605. Contro lo sfaldamento dell'unità concettuale e spirituale medievale dell'opera di Machiavelli (Il Principe), il Principe cristiano vuole operare una ricostruzione dottrinale cattolica delle norme del vivere civile. Non nega la ragion di Stato, ma che "non ne esiste una sola, ma due: una falsa ed apparente, un'altra solida e veritiera; una ingannevole e diabolica, l'altra certa e divina, una che dello stato fa religione, l'altra che della religione fa stato, una insegnata dai politici e fondata sulla vana prudenza e su mezzi umani e vili, l'altra insegnata da Dio". La virtù che per Machiavelli è essenzialmente la forza e la capacità di domare gli accidenti del caso, diviene - nell'opera di Pedro de Ribadeneyra - una gamma di qualità cristiane indispensabili al buon principe: questi deve essere giusto, onorato, clemente, generoso, temperato, prudente e forte. Definisce Machiavelli "uomo empio e senza Dio", la sua dottrina "torbida e velenosa". «Infatti, basandosi sul fatto che lo scopo a cui deve sempre mirare il principe è la conservazione del suo stato e che per questo fine si deve servire di qualsiasi mezzo, buono o cattivo, giusto o ingiusto, che possa essergli di utilità, mette tra questi mezzi quello della nostra santa religione e insegna che il principe non deve tenerla in altra considerazione che non sia quella della sua utilità per il proprio stato e che per conservarlo deve, a volte, mostrarsi devoto anche se non lo è, altre, abbracciare qualsiasi religione, per errata che sia». Egli ricorda che «...solo Dio fonda gli stati e li dà a chi Lo serve; e li istruisce, ampia e difende a Suo volere e che il miglior modo per conservarli è esserGli grato, rispettando la Sua santa legge, obbedendo ai suoi comandamenti, rispettando la Sua religione ed usando tutti i mezzi che essa ci offre e che non sono in contraddizione con il suo insegnamento. Questa è la vera, certa e salda ragion di Stato, mentre quella del Machiavelli e dei politici è falsa, incerta ed ingannevole. infatti è verità certa ed infallibile che lo stato non si può separare dalla religione, né conservare senza mantenere la stessa religione, come insegnano perfino i pagani e, ancor meglio, i nostri santi padri che furono dottori e luminari della Chiesa cattolica.» Il suo pensiero politico conservatore serve a comprendere i tempi in cui il potere religioso cattolico era posto in discussione dai movimenti protestanti, dalla nascita del mondo moderno, dalle nuove scienze e dai commerci, tanto che Pedro de Ribadeneira definiva i movimenti ereticali come "tizzoni dell'inferno e nemici di ogni religione".

## Edizioni moderne
- Pedro de Ribadeneira, Il principe cristiano, Effedieffe, 2018, ISBN 978-8885742079.